# Western Kentucky Railway
Die Western Kentucky Railway (AAR-reporting mark WKRL) war eine Shortline-Bahngesellschaft in Kentucky in den Vereinigten Staaten.

## Geschichte
Im März 1982 erwarb die Pyro Energy Corporation, später Costain Coal Inc., von der Illinois Central Gulf Railroad (ICG) verschiedene Bahnstrecken zur eigenen Kohlemine bei Blackford. Dazu gründete sie die Bahngesellschaft Tradewater Railway (TWRY).
Mit Wirkung vom 1. Januar 1995 übernahm die Rail Management Corporation die Bahngesellschaft und firmierte sie unter Western Kentucky Railway neu. 1995/1996 wurde der Streckenabschnitt von Princeton nach Waverly stillgelegt. Den Abschnitt zwischen Princeton und Fredonia übernahm 1999 die Fredonia Valley Railroad und nahm den Verkehr auf.
Mit der Übernahme der Rail Management Corporation kam die Bahngesellschaft 2005 zum Bahnkonzern Genesee and Wyoming.
Nachdem zwei Jahre keine Transporte mehr auf dem verbliebenen Streckennetz stattfanden, wurde im Januar 2011 die endgültige Stilllegung beantragt.

## Streckennetz
Das normalspurige Streckennetz umfasste eine Nord-Süd-Strecke von Princeton nach Waverly. In Princeton bestand ein Übergang zur ICG, ab 1986 zur Paducah and Louisville Railway.
In Blackford bestand ein Abzweig nach Osten nach Clay, Providence sowie zur Kohlemine nordwestlich von Wheatcroft. In Providence bestand ein Übergang zur Seaboard System Railroad, später CSX Transportation.

## Fahrzeuge
Durch die Tradewater Railway und später  Western Kentucky Railway wurden drei EMD GP18 eingesetzt. Weiterhin gehörten unter der Regie der Western Kentucky Railway auch EMD GP7 und EMD GP9 zum Fahrzeugbestand.